# Can Solé de Secabecs
Can Solé de Secabecs és un edifici del municipi de Torrelles de Foix (Alt Penedès) que forma part de l'Inventari del Patrimoni Arquitectònic de Catalunya.

## Descripció
És un grup de cases amb façana comuna i coberta a dues vessants unitària amb els edificis agrícoles annexos. Amb portals d'arc de mig punt adovellats, finestres del primer pis amb ampits de pedra, finestres arquejades i petites a les golfes. Baluard de volum interessant. Les parets són de tàpia i pedra tallada.